# Ådörarna och Santakari
Ådörarna och Santakari är en ö i Finland. Den ligger i Bottenhavet och i kommunen Björneborg i den ekonomiska regionen  Björneborgs ekonomiska region i landskapet Satakunta, i den sydvästra delen av landet. Ön ligger omkring 20 kilometer väster om Björneborg och omkring 240 kilometer nordväst om Helsingfors.
Öns area är 19 hektar och dess största längd är 1 kilometer i nord-sydlig riktning.